# Hypoxis catamarcensis
Hypoxis catamarcensis là một loài thực vật có hoa trong họ Hypoxidaceae. Loài này được Brackett mô tả khoa học đầu tiên năm 1923.